# Kontovazaina
Kontovazaina (em grego:  Κοντοβάζαινα) é um vilarejo, unidade municipal e ex-município na Arcádia, Grécia. Sua sede é a homônima Kontovazaina, com 386 habitantes. Em 2011, foi fundida com sete outros municípios para formar o novo município de Gortynia. Contém parte do lago de Ladon em sua parte leste, e tem o monte Afrodísio a norte.